# Eduard Bloch
Eduard Bloch (Frauenberg, 30 gennaio 1872 – New York, 1º giugno 1945) è stato un medico austriaco, noto per essere stato il medico curante della famiglia Hitler nei primi anni del XX secolo, in particolar modo assistendo Klara Pölzl, madre di Adolf Hitler, nell'ultimo periodo della vita.

## Biografia

### Primi anni e formazione medica

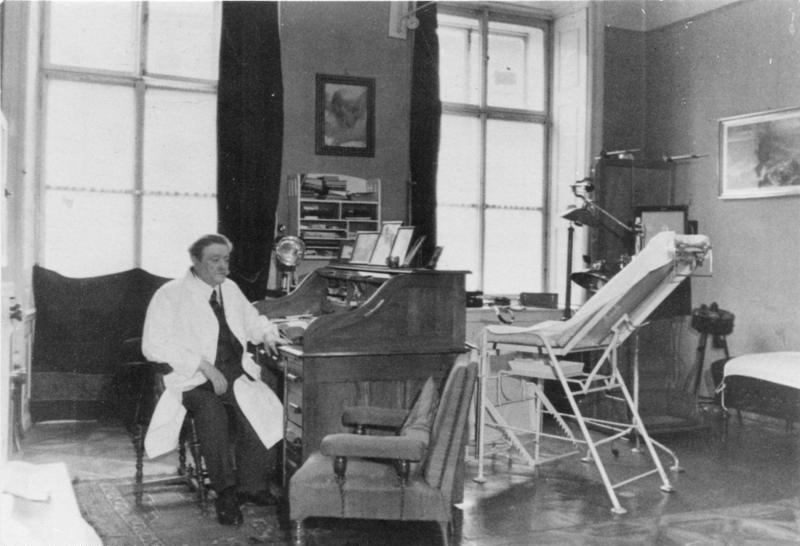
Eduard Bloch nel suo studio a Linz.

Eduard Bloch nacque a Frauenberg, un piccolo villaggio nel Sud della Boemia, in una famiglia di origine ebraica. Studiò medicina a Praga e successivamente si arruolò nell'esercito austriaco come medico militare. Nel 1901 al termine del suo servizio decise di rimanere a Linz, città in cui ebbe il suo ultimo incarico, ove aprì uno studio medico privato e visse con sua moglie Emilie Kafka (25/11/1875 - 12/12/1961 - ebrea e lontana parente di Franz Kafka) che aveva sposato nel 1902 e la loro unica figlia Gertrude Bloch fino al 1940. In questa città egli entrò in contatto per la prima volta con la famiglia di Adolf Hitler.

### Rapporti con la famiglia Hitler

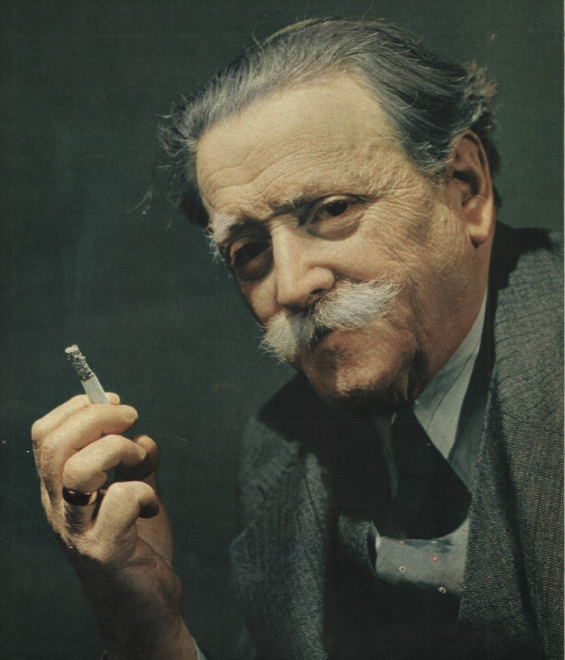
Eduard Bloch sulla rivista Collier's Magazine.

Nel 1901, quando Eduard Bloch incominciò a praticare la professione a Linz, entrò in contatto con la famiglia Hitler e ne diventò medico di fiducia. Egli curò Adolf Hitler durante l'adolescenza per piccoli disturbi. Lo stesso Bloch ne descrive così lo stato di salute:
(Eduard Bloch)
Nel 1907 Eduard Bloch visitò Klara Hitler per un dolore al petto e le diagnosticò un tumore molto esteso al seno. La mastectomia venne eseguita quattro giorni dopo dal dottor Karl Urban, che all'epoca era a capo dello staff di chirurgia dell'Ospedale delle sorelle della Misericordia di Linz. Eduard Bloch, su richiesta della famiglia Hitler, fu presente durante l'intervento. Dopo la morte di Klara, l'intera famiglia del Führer conservò un profondo rispetto nei confronti del medico, il quale raccontò di aver ricevuto da Vienna una serie di cartoline da parte di Hitler, di cui una riportante la seguente didascalia:
(Adolf Hitler)
Pare che la cartolina, insieme ai documenti medici del dottore, fu confiscata dalla Gestapo durante il periodo della Anschluss.
Grazie ai suoi rapporti con Adolf Hitler durante il periodo della persecuzione ebraica, Eduard Bloch ebbe la possibilità di ricevere una serie di favori. Ad esempio, nel 1938 la Gestapo gli concesse di non affiggere il simbolo ebraico della stella di David sulla sua casa e ufficio e successivamente gli fu anche permesso di rimanere nel proprio appartamento e di continuare a esercitare la propria professione, seppur visitando esclusivamente pazienti ebrei.
A testimonianza dei rapporti con Adolf Hitler, ecco cosa scrisse lo stesso Führer alle autorità austriache chiedendo notizie sulla città di Linz e su Bloch:
(Adolf Hitler)
Nel 1940 gli fu permesso di emigrare negli Stati Uniti con la famiglia, cosa che sarebbe stata impossibile per un ebreo qualsiasi. Poco prima di lasciare Lisbona scrisse al Führer una lettera di ringraziamento per i favori ricevuti:
(Eduard Bloch)
Non vi è però nessuna prova, se non la parola dello stesso Bloch, riguardo all'invio effettivo di tale lettera.

### Emigrazione negli Stati Uniti
Dopo il 1938 la situazione, sempre più critica per gli ebrei, lo costrinse a emigrare in America. Grazie all'aiuto di Adolf Hitler ebbe la possibilità di rimanere a Linz, fintantoché i preparativi per l’emigrazione furono completati. Bloch raggiunse in America la figlia, lì stabilitasi già 18 mesi prima col marito, collega del padre. Il medico ebreo fu l’unico ad avere una simile opportunità nonché protezione dalla stessa Gestapo per ordine di Hitler. Pare che, grazie alla sua grande fama come medico della famiglia del Führer, fu anche riconosciuto dagli ufficiali tedeschi a bordo di un piccolo transatlantico spagnolo di nome Marqués de Comillas durante i controlli nel viaggio da Lisbona verso New York:
Nessuna testimonianza, ad eccezione delle parole dello stesso Bloch, conferma l'episodio.
Negli Stati Uniti si stabilì nel Bronx (2755 Creston Avenue, New York City) con la famiglia. Morì 5 anni dopo di cancro allo stomaco. È sepolto nel cimitero di Beth David, sezione D - blocco 3, Elmont New York.

## Ricerche ed approfondimenti su Eduard Bloch

### Collegamento tra Eduard Bloch e l'antisemitismo hitleriano
Una complessa spiegazione circa l'influenza che Eduard Bloch ebbe su Adolf Hitler è stata data dallo storico statunitense Rudolph Binion nel suo libro Hitler Among the Germans. Secondo Binion, stando ai documenti sequestrati allo stesso Bloch dalla Gestapo, ritrovati in archivi nazisti, questi era solito applicare alla madre di Hitler garze iodoformiche per coprire la ferita riportata durante la mastectomia. Tale trattamento, se prolungato, porta a intossicazioni aventi come effetti collaterali febbre, dolori addominali, secchezza della gola, emicrania, nausea, vomito e diarrea. Tutti questi sintomi sono coerenti con quelli descritti da Bloch, Hitler ed il suo amico di infanzia August Kubizek. La conclusione di Binion, derivante da una visione freudiana della faccenda, si incentra sull'idea che Adolf Hitler provò un odio inconscio nei confronti del dottore, incolpandolo per la sofferenza della madre. Tale esperienza portò il Führer, secondo lo storico, a far coincidere la figura della madre con quella della Germania e quella del dottore con quella del “veleno ebraico”.

### Profilo psicologico di Adolf Hitler

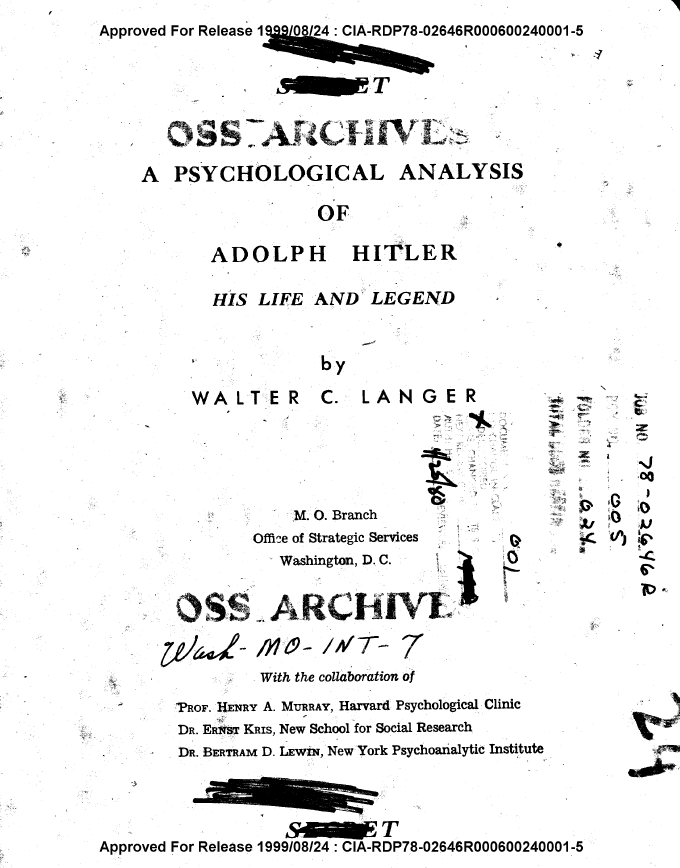
Copertina del documento Psychological Analysis of Adolph Hitler rilasciato dalla CIA.

Nel 1943 Walter Charles Langer un agente dell'OSS, precursore della CIA, compilò il primo profilo psicologico al mondo di Adolf Hitler. Il documento, reso pubblico dalla CIA il 24 agosto 1999, è diviso in 5 parti.
1. Hitler - come crede di essere.
2. Hitler - come il popolo tedesco lo conosce.
3. Hitler - come i suoi associati lo conoscono.
4. Hitler - come lui stesso si conosce.
5. Analisi psicologica e ricostruzione.

In tale documento Eduard Bloch è una fonte importante, soprattutto per quanto concerne la parte quarta, in cui vengono descritti i rapporti di Hitler con la propria famiglia.